# Teatro de Balbo
O Teatro de Balbo (em latim: Theatrum Balbi) foi um teatro em pedra construído em Roma pelo procônsul Lúcio Cornélio Balbo, o Jovem. Foi construído por ele com espólios obtidos numa campanha militar na África Proconsular, sob consentimento do imperador Augusto (r. 27 a.C.–14 d.C.), Dedicado em 13 a.C., o edifício foi danificado num incêndio durante o reinado de Tito (r. 79–81) e reconstruído, talvez sob Domiciano (r. 81–96). Continuou em uso até pelo menos o século IV, quando foi citado por Ausônio.

## Descrição
O Teatro de Balbo era o menor dos três teatros permanentes do Campo de Marte. Até a década de 1960, acreditava-se que o teatro ficava sob o Monte dei Cenci, mas estudos demonstraram que ele ficava onde hoje está o Palazzo Mattei di Paganica, o local onde acredita-se que a extremidade curvada do Circo Flamínio ficava. Restos da estrutura podem ser vistos no porão do palácio, que é sede do Instituto dell'Enciclopedia Italiana. São três cunei (túneis de acesso) separados por paredes radiais em opus reticulatum, com esquinas de tufo e blocos de travertino. A porção superior de um dos pilares está preservada na praça interna do palácio e mais vestígios podem ser vistos no primeiro andar. Outros elementos estruturais foram preservados ainda no Palazzo Mattei-Caetani e numa casa na Via Paganica (nº 7a).
O raio da cávea era de aproximadamente 30,60 metros e o diâmetro total do teatro era cerca de 90 metros — o Teatro de Pompeu tinha 150 metros e o Teatro de Marcelo, 130. Os Catálogos regionários fornecem uma capacidade de 11 510 espectadores. Nada restou da scaenae frons (frente de palco), onde, segundo Plínio, o Velho, ficavam quatro colunas de ônix. O Arco dei Funari e o Arco dei Ginnasi, que não existem mais, provavelmente eram arcos antigos que ficavam entre a scaenae frons e a cávea.

## Localização
| Planimetria do Campo de Marte meridional |
| --- |
| Tibre Navália Circo Flamínio Teatro de Marcelo T. de DianaC T. da Piedade T. de Jano T. de Juno T. de Spes Templo de Belona Templo de Apolo Sosiano Templo de Júpiter Estator Templo de Juno Regina Pórtico de Otávia Portico de Filipo T. de Hércules Portico de Otávio Teatro de Balbo Cripta de Balbo Portico de Minúcio T. das Ninfas Diribitório T. de Juturna T. da Fortuna T. de Ferônia T. dos Lares Permarinos Cúria de Pompeu Portico de Pompeu Teatro de Pompeu Templo da Vênus Victrix Templo de Marte Santuário de Hércules Grande Vigia Templo de Castor e Pólux Ponte Fabrício Ilha Tiberina Pórtico dos Máximos T. de Netuno Pórtico dos Deuses Vila Pública Hecatostilo T. da Fortuna Equestre Anfiteatro de Estacílio Tauro (?) |